# Световое излучение (поражающий фактор)

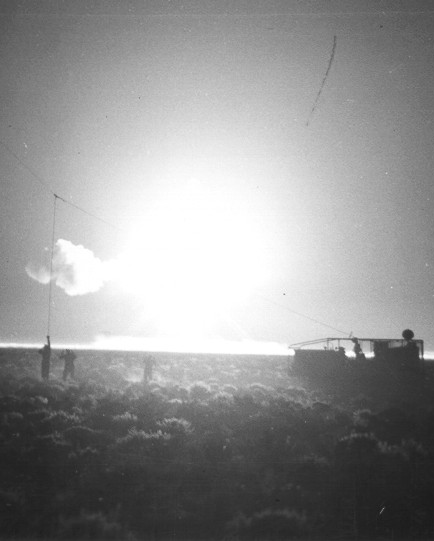
Вспышка (светящаяся область в первые секунды взрыва, заряд W-30, учения «Плампбоб Франклин»)

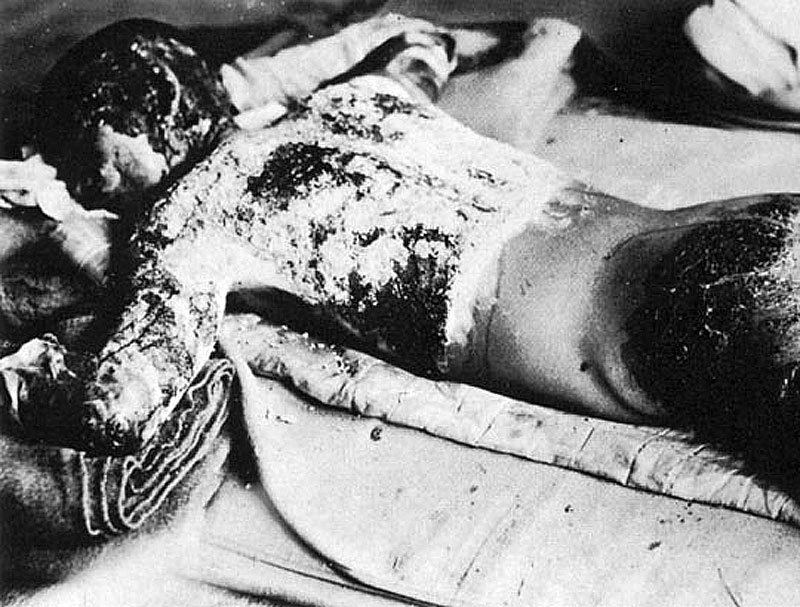
Японец, пострадавший от светового излучения во время ядерной бомбардировки Хиросимы. Хорошо видна разница в повреждениях верхней (открытой во время взрыва) и нижней (находившейся в тени) частей тела

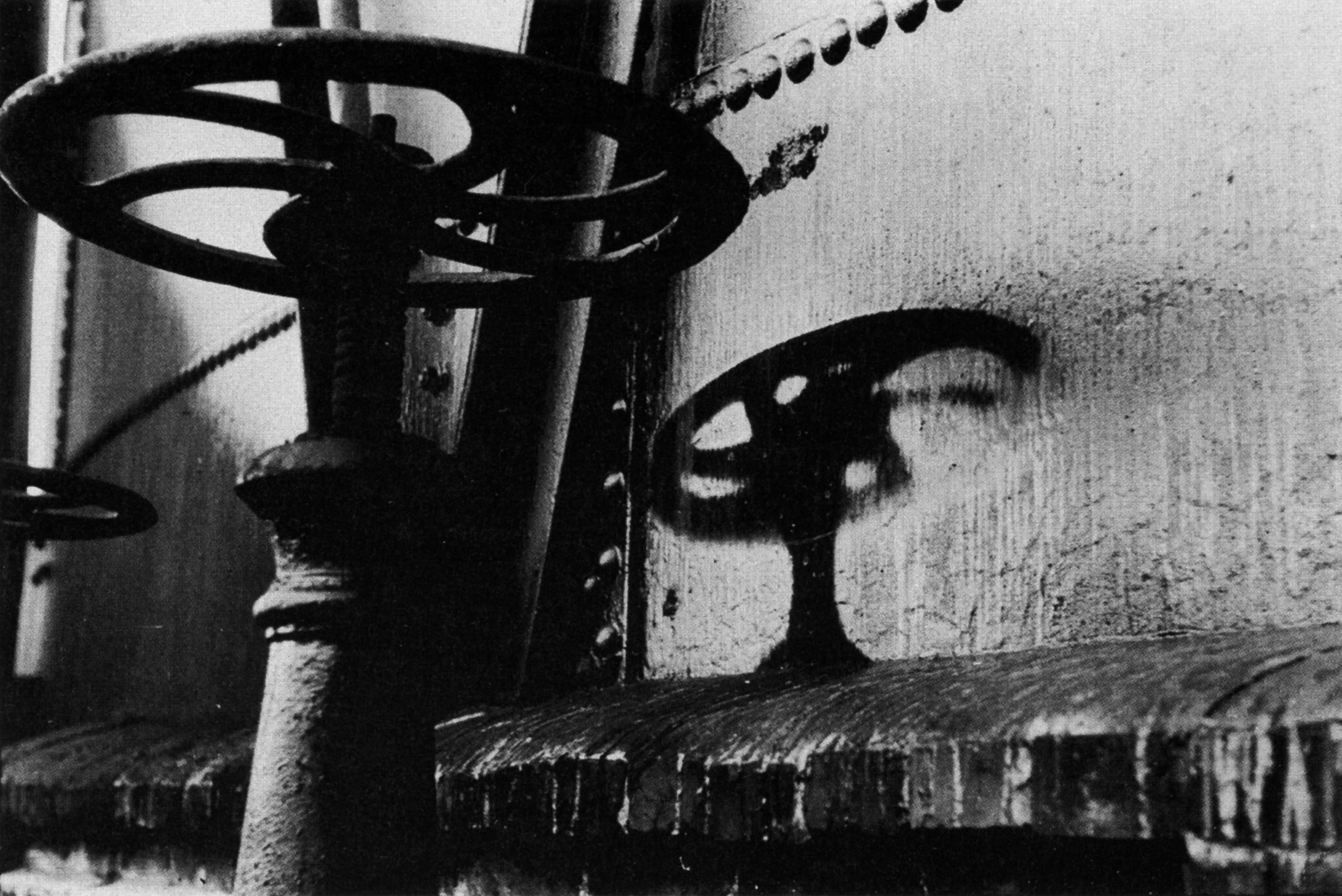
От светового излучения тень от вентиля запечатлелась на стене газгольдера в Хиросиме

Световое излучение — один из поражающих факторов при взрыве ядерного боеприпаса, представляющий собой тепловое излучение от светящейся области взрыва. В зависимости от мощности боеприпаса, время действия колеблется от долей секунды до нескольких десятков секунд. Вызывает у людей и животных ожоги различной степени и ослепление; оплавление, обугливание и возгорание различных материалов.

## Механизм формирования
Световое излучение представляет собой тепловое излучение, испускаемое нагретыми до высокой температуры (~107 К) продуктами ядерного взрыва. Вследствие большой плотности вещества поглощательная способность огненного шара оказывается близка к 1, поэтому спектр светового излучения ядерного взрыва достаточно близок к спектру абсолютно чёрного тела. В спектре преобладают ультрафиолетовое и рентгеновское излучения.

## Защита гражданского населения
Особую опасность световое излучение представляет по той причине, что действует непосредственно во время взрыва и времени на укрытие в убежищах у людей нет.
От светового излучения могут защитить любые непрозрачные объекты — стены домов, автомобильная и прочая техника, крутые склоны оврагов и холмов. Защитить может даже плотная одежда — но в этом случае возможно её возгорание.
В случае начала ядерного взрыва следует незамедлительно укрыться в любой тени от вспышки или, если укрыться негде, лечь спиной вверх, ногами к взрыву и закрыть лицо руками — это поможет в какой-то степени уменьшить ожоги и травмы. Нельзя смотреть на вспышку ядерного взрыва и даже поворачивать к ней голову, так как это может привести к тяжёлым поражениям органов зрения, вплоть до полной слепоты.

## Защита военной техники
Бомбардировщики, предназначенные для нанесения ядерных ударов (тактические Су-24, стратегические Ту-160), для защиты от светового излучения частично или полностью покрывают белой краской, отражающей значительную часть излучения. Бронетехника предоставляет полную защиту экипажа от светового излучения.

## Тени Хиросимы
Одним из наиболее пугающих свидетельств поражающего эффекта светового излучения являются так называемые тени Хиросимы (чаще всего упоминается применительно к людям) — тень от человека или другого препятствия на выгоревшем от излучения фоне. Люди после этого быстро (обычно в течение одного дня) погибали от ожогов, травм и лучевого поражения, многие сгорели в пожарах и огненном шторме, разразившемся после взрыва.